# Amblyomma personatum
Amblyomma personatum es una especie de garrapata dura del género Amblyomma, subfamilia Amblyomminae. Fue descrita científicamente por Neumann en 1901.
Especie de la ecozona afrotropical. Se distribuye por Kenia, Tanzania y Gabón. Los adultos habitan principalmente en rinocerontes negros. El macho posee un color marrón oscuro.